# Ика (село)
Ика (эвенк. Икэ — углубление в земле) — село в Катангском районе Иркутской области России.

## География
Село стоит на реке Ике.
| Показатель                                                                   | Янв.  | Фев.  | Март  | Апр.  | Май   | Июнь | Июль | Авг. | Сен.  | Окт.  | Нояб. | Дек.  |
| ---------------------------------------------------------------------------- | ----- | ----- | ----- | ----- | ----- | ---- | ---- | ---- | ----- | ----- | ----- | ----- |
| Абсолютный максимум, °C                                                      | 2,0   | 4,9   | 13,9  | 20,6  | 33,4  | 34,1 | 36,3 | 33,4 | 28,7  | 20,2  | 9,4   | 2,8   |
| Средняя температура, °C                                                      | −28,7 | −24,3 | −14,8 | −3,9  | 5,9   | 13,7 | 16,7 | 13,1 | 5,1   | −4    | −18,2 | −26,7 |
| Абсолютный минимум, °C                                                       | −59,5 | −59,4 | −50,7 | −39,3 | −20,4 | −7,4 | −3,6 | −7,8 | −21,1 | −38,8 | −50,7 | −54,6 |
| Норма осадков, мм                                                            | 8     | 6     | 7     | 15    | 25    | 44   | 67   | 44   | 26    | 21    | 15    | 11    |
| Источник: Погода в Ике. www.pogodaiklimat.ru. Дата обращения: 4 апреля 2023. |       |       |       |       |       |      |      |      |       |       |       |       |

## Топонимика
Название происходит от эвенкийского икэ — углубление в земле, котёл.

## Население
| 2002 | 2010 | 2011 | 2012 |
| ---- | ---- | ---- | ---- |
| 97   | ↘52  | →52  | ↗53  |

По данным Всероссийской переписи населения 2010 года население НП составило 52 человека, из них 29 мужчин и 23 женщины

## Власть
Село в административном плане относится к Непскому муниципальному образованию Катангского района Иркутской области.